# Élections législatives de 1967 dans l'Hérault
Les élections législatives françaises de 1967 se déroulent les 5 et 12 mars 1967.  Dans le département de l'Hérault, cinq députés sont à élire dans le cadre de cinq circonscriptions.

## Élus
| Circonscription | Député sortant    | Parti | Parti  | Député élu ou réélu | Parti | Parti          |
| --------------- | ----------------- | ----- | ------ | ------------------- | ----- | -------------- |
| 1re             | Étienne Ponseillé |       | Radsoc | Étienne Ponseillé   |       | FGDS (Radical) |
| 2e              | Paul Coste-Floret |       | MRP    | Gilbert Sénès       |       | FGDS (SFIO)    |
| 3e              | Jules Moch        |       | SFIO   | Pierre Arraut       |       | PCF            |
| 4e              | Paul Balmigère    |       | PCF    | Paul Balmigère      |       | PCF            |
| 5e              | Raoul Bayou       |       | SFIO   | Raoul Bayou         |       | FGDS (SFIO)    |

## Résultats

### Résultats à l'échelle du département
| Parti          | Parti                                           | Premier tour | Premier tour | Second tour | Second tour | Sièges |
| Parti          | Parti                                           | Voix         | %            | Voix        | %           | Sièges |
| -------------- | ----------------------------------------------- | ------------ | ------------ | ----------- | ----------- | ------ |
|                | Section française de l'Internationale ouvrière  | 45 553       | 18,31        | 60 179      | 24,13       | 2      |
|                | Parti radical                                   | 30 554       | 12,28        | 35 980      | 14,43       | 1      |
|                | Fédération de la gauche démocrate et socialiste | 76 107       | 30,60        | 96 159      | 38,55       | 3      |
|                |                                                 |              |              |             |             |        |
|                | Union des démocrates pour la Ve République      | 36 297       | 14,59        | 41 970      | 16,83       | 0      |
|                | Républicains indépendants                       | 21 893       | 8,80         | 31 293      | 12,55       | 0      |
|                | Divers droite (gaulliste)                       | 4 245        | 1,71         |             |             | 0      |
|                | Modérés                                         | 1 440        | 0,58         | 0           |             |        |
|                | Union des républicains de progrès               | 63 875       | 25,68        | 73 263      | 29,37       | 0      |
|                |                                                 |              |              |             |             |        |
|                | Parti communiste français                       | 65 488       | 26,33        | 55 963      | 22,44       | 2      |
|                | Progrès et démocratie moderne                   | 32 797       | 13,19        | 24 032      | 9,64        | 0      |
|                | Extrême droite                                  | 10 456       | 4,20         |             |             | 0      |
|                |                                                 |              |              |             |             |        |
| Inscrits       | Inscrits                                        | 330 064      | 100,00       | 330 128     | 100,00      | 5      |
| Abstentions    | Abstentions                                     | 75 570       | 22,9         | 70 609      | 21,39       |        |
| Votants        | Votants                                         | 254 494      | 77,1         | 259 519     | 78,61       |        |
| Blancs et nuls | Blancs et nuls                                  | 5 771        | 2,27         | 10 102      | 3,89        |        |
| Exprimés       | Exprimés                                        | 248 723      | 97,73        | 249 417     | 96,11       |        |

### Résultats par circonscription

#### Première circonscription (Montpellier-Est - Lunel)
| Candidat       | Candidat                        | Parti                     | Premier tour | Premier tour | Second tour | Second tour |  |
| Candidat       | Candidat                        | Parti                     | Voix         | %            | Voix        | %           |  |
| -------------- | ------------------------------- | ------------------------- | ------------ | ------------ | ----------- | ----------- |  |
|                | Étienne Ponseillé sortant réélu | FGDS (Radical)            | 17 649       | 30,47        | 35 980      | 61,77       |  |
|                | Jean-Pierre Jeanlaurent         | RI                        | 15 140       | 26,14        | 22 271      | 38,23       |  |
|                | Pierre Ville                    | PCF                       | 12 181       | 21,03        | Retrait     | Retrait     |  |
|                | Emmanuel Temple                 | CD (PDM)                  | 6 543        | 11,3         |             |             |  |
|                | Lucien Franco                   | ARLP                      | 4 911        | 8,48         |             |             |  |
|                | Robert Thiéry                   | Divers droite (Gaulliste) | 847          | 1,46         |             |             |  |
|                | Georges Desmouliez              | Modérés                   | 651          | 1,12         |             |             |  |
|                |                                 |                           |              |              |             |             |  |
| Inscrits       | Inscrits                        | Inscrits                  | 78 611       | 100,00       | 78 592      | 100,00      |  |
| Abstentions    | Abstentions                     | Abstentions               | 19 234       | 24,47        | 18 399      | 23,41       |  |
| Votants        | Votants                         | Votants                   | 59 377       | 75,53        | 60 193      | 76,59       |  |
| Blancs et nuls | Blancs et nuls                  | Blancs et nuls            | 1 455        | 2,45         | 1 942       | 3,23        |  |
| Exprimés       | Exprimés                        | Exprimés                  | 57 922       | 97,55        | 58 251      | 96,77       |  |

#### Deuxième circonscription (Montpellier-Ouest - Lodève)
| Candidat       | Candidat                  | Parti          | Premier tour | Premier tour | Second tour | Second tour |  |
| Candidat       | Candidat                  | Parti          | Voix         | %            | Voix        | %           |  |
| -------------- | ------------------------- | -------------- | ------------ | ------------ | ----------- | ----------- |  |
|                | Gilbert Sénès élu         | FGDS (SFIO)    | 15 347       | 28,48        | 31 438      | 56,62       |  |
|                | Paul Coste-Floret sortant | CD (PDM)       | 13 176       | 24,45        | 24 032      | 43,29       |  |
|                | Georges Clavel            | UD-Ve          | 11 675       | 21,67        | 50          | 0,09        |  |
|                | Manuel Bernabeu           | PCF            | 10 339       | 19,19        | Retrait     | Retrait     |  |
|                | Roger Marguet             | ARLP           | 2 558        | 4,75         |             |             |  |
|                | M. Franco                 | Modérés        | 789          | 1,46         |             |             |  |
|                |                           |                |              |              |             |             |  |
| Inscrits       | Inscrits                  | Inscrits       | 71 404       | 100,00       | 71 491      | 100,00      |  |
| Abstentions    | Abstentions               | Abstentions    | 16 459       | 23,05        | 14 115      | 19,74       |  |
| Votants        | Votants                   | Votants        | 54 945       | 76,95        | 57 376      | 80,26       |  |
| Blancs et nuls | Blancs et nuls            | Blancs et nuls | 1 061        | 1,93         | 1 856       | 3,23        |  |
| Exprimés       | Exprimés                  | Exprimés       | 53 884       | 98,07        | 55 520      | 96,77       |  |

#### Troisième circonscription (Sète)
| Candidat       | Candidat          | Parti                     | Premier tour | Premier tour | Second tour | Second tour |  |
| Candidat       | Candidat          | Parti                     | Voix         | %            | Voix        | %           |  |
| -------------- | ----------------- | ------------------------- | ------------ | ------------ | ----------- | ----------- |  |
|                | Pierre Arraut élu | PCF                       | 17 166       | 35,47        | 27 396      | 57,73       |  |
|                | Charles Alliès    | FGDS (SFIO)               | 11 849       | 24,48        | Retrait     | Retrait     |  |
|                | André Collière    | UD-Ve                     | 10 828       | 22,37        | 20 062      | 42,27       |  |
|                | Émile Cazzani     | CD (PDM)                  | 4 988        | 10,31        |             |             |  |
|                | Cerf Lurie        | Divers droite (Gaulliste) | 2 139        | 4,42         |             |             |  |
|                | Robert Lapeyre    | Extrême droite            | 1 429        | 2,95         |             |             |  |
|                |                   |                           |              |              |             |             |  |
| Inscrits       | Inscrits          | Inscrits                  | 63 570       | 100,00       | 63 563      | 100,00      |  |
| Abstentions    | Abstentions       | Abstentions               | 13 986       | 22           | 13 460      | 21,18       |  |
| Votants        | Votants           | Votants                   | 49 584       | 78           | 50 103      | 78,82       |  |
| Blancs et nuls | Blancs et nuls    | Blancs et nuls            | 1 185        | 2,39         | 2 645       | 5,28        |  |
| Exprimés       | Exprimés          | Exprimés                  | 48 399       | 97,61        | 47 458      | 94,72       |  |

#### Quatrième circonscription (Béziers-Nord - Bédarieux)
| Candidat       | Candidat                     | Parti                     | Premier tour | Premier tour | Second tour | Second tour |  |
| Candidat       | Candidat                     | Parti                     | Voix         | %            | Voix        | %           |  |
| -------------- | ---------------------------- | ------------------------- | ------------ | ------------ | ----------- | ----------- |  |
|                | Paul Balmigère sortant réélu | PCF                       | 17 237       | 34,12        | 28 567      | 56,65       |  |
|                | André Valabrègue             | UD-Ve                     | 13 794       | 27,31        | 21 858      | 43,35       |  |
|                | Pierre Brousse               | FGDS (Radical)            | 12 905       | 25,55        | Retrait     | Retrait     |  |
|                | Pierre Bouys                 | CD (PDM)                  | 4 697        | 9,3          |             |             |  |
|                | André Troise                 | Extrême droite            | 967          | 1,91         |             |             |  |
|                | Jean Rauzy                   | Divers droite (Gaulliste) | 914          | 1,81         |             |             |  |
|                |                              |                           |              |              |             |             |  |
| Inscrits       | Inscrits                     | Inscrits                  | 66 540       | 100,00       | 66 544      | 100,00      |  |
| Abstentions    | Abstentions                  | Abstentions               | 14 716       | 22,12        | 13 466      | 20,24       |  |
| Votants        | Votants                      | Votants                   | 51 824       | 77,88        | 53 078      | 79,76       |  |
| Blancs et nuls | Blancs et nuls               | Blancs et nuls            | 1 310        | 2,53         | 2 653       | 5           |  |
| Exprimés       | Exprimés                     | Exprimés                  | 50 514       | 97,47        | 50 425      | 95          |  |

#### Cinquième circonscription (Béziers-Sud - Saint-Pons)
| Candidat       | Candidat                  | Parti                     | Premier tour | Premier tour | Second tour | Second tour |  |
| Candidat       | Candidat                  | Parti                     | Voix         | %            | Voix        | %           |  |
| -------------- | ------------------------- | ------------------------- | ------------ | ------------ | ----------- | ----------- |  |
|                | Raoul Bayou sortant réélu | FGDS (SFIO)               | 18 357       | 48,3         | 28 741      | 76,11       |  |
|                | Maurice Verdier           | PCF                       | 8 565        | 22,54        | Retrait     | Retrait     |  |
|                | Maurice de Crozals        | RI                        | 6 753        | 17,77        | 9 022       | 23,89       |  |
|                | Jean Gleizes              | CD (PDM)                  | 3 393        | 8,93         |             |             |  |
|                | Denis Troise              | Extrême droite            | 591          | 1,56         |             |             |  |
|                | Henri Fagès               | Divers droite (Gaulliste) | 345          | 0,91         |             |             |  |
|                |                           |                           |              |              |             |             |  |
| Inscrits       | Inscrits                  | Inscrits                  | 49 939       | 100,00       | 49 938      | 100,00      |  |
| Abstentions    | Abstentions               | Abstentions               | 11 175       | 22,38        | 11 169      | 22,37       |  |
| Votants        | Votants                   | Votants                   | 38 764       | 77,62        | 38 769      | 77,63       |  |
| Blancs et nuls | Blancs et nuls            | Blancs et nuls            | 760          | 1,96         | 1 006       | 2,59        |  |
| Exprimés       | Exprimés                  | Exprimés                  | 38 004       | 98,04        | 37 763      | 97,41       |  |